# EquAL pRayer 2 aLL
『EquAL pRayer 2 aLL』（イコール・プレイヤー・トゥ・オール）は、日本のバンド、アヤビエの2ndミニアルバム。2005年10月26日に発売された。

## 概要
- 初回盤は5000枚限定、紙ジャケット仕様、DVD付き
- 通常盤はCDエクストラ仕様

## 収録曲

### CD
1. da-gi-e
（作詞・作曲：涼平）
2. サイコサーキット
（作詞・作曲：涼平）
3. gimmick of heavy metal
（作詞・作曲：涼平）
4. ----[eve]DiVeR
（作詞・作曲：涼平）
5. 水圧
（作詞・作曲：涼平）

### DVD（限定版）
1. クロイツカササグイトシネガイ（PV)
(作詞・作曲：涼平)

### CDエクストラ（通常盤）
『クロイツカササグイトシネガイ』のメイキング映像やインタビューを収録